# RS Cancri
RS Cancri (RS Cnc / HD 78712 / HR 3639) es una estrella variable en la constelación de Cáncer de magnitud aparente media +6,08. Se encuentra aproximadamente a 470 años luz del sistema solar.
RS Cancri es una gigante roja rica en oxígeno de tipo espectral M6 IIIase y 3200 K de temperatura superficial.
Se encuentra en las últimas fases de la evolución estelar, mostrando un exceso de elementos del proceso-s y líneas de tecnecio en su espectro.
Es una estrella S intrínseca cuya actual masa estimada es un 20% mayor que la masa solar; sin embargo, se piensa que en la edad cero de la secuencia principal (ZAMS) tenía una masa de 1,5 masas solares.
Ha estado perdiendo masa estelar al ritmo de 10-7 masas solares por año durante los últimos 200.000 - 300.000 años.
De hecho, observaciones realizadas con el observatorio espacial IRAS pusieron de manifiesto la existencia de una envoltura separada en torno a la estrella.
Los últimos episodios de pérdida de masa muestran una geometría bipolar.
De gran tamaño, RS Cancri posee un radio 192 veces mayor que el radio solar, equivalente a 0,90 UA.
Su metalicidad —abundancia relativa de elementos más pesados que el helio— es algo inferior a la del Sol ([Fe/H] = -0,11).
Catalogada como variable semirregular SRC: —variables cuya amplitud de la variación es de aproximadamente una magnitud y el período está comprendido entre 30 y miles de días—, su brillo fluctúa entre magnitud +5,4 y +7,3 con períodos de 130 y 250 días.